# Flåklypa Grand Prix
Flåklypa Grand Prix är en norsk stop motion-animerad film från 1975 skapad av Ivo Caprino, baserad på författaren Kjell Aukrusts persongalleri. Filmen är den största norska filmsuccén genom tiderna och således den mest sedda norska filmen; filmen har sålt över 5,5 miljoner biljetter i Norge (landet har 5,1 miljoner invånare). Figurerna har blivit dubbade till minst 14 olika språk (samtliga figurer utom Emanuel Desperados). Den skandinaviska stop motion-animationen representeras i allt väsentligt av Caprino och filmen är den första norska animerade filmen. Musiken skrevs av Bent Fabricius-Bjerre, och Reodors ballade framfördes på kromatiskt munspel av Sigmund Groven. Filmen visas varje jul i norsk tv. År 2010 gavs Flåklypa Grand Prix ut som spel till Nintendo DS och 2013 kom uppföljaren Solan och Ludvig – jul i Flåklypa.

## Handling
Cykelreparatören och byoriginalet Reodor Fälgen och hans två goda vänner och medhjälpare uppe på Flåklypatoppen, optimisten och sågverksarbetaren Solan Gundersen (en talande, antropomorf skata) och pessimisten Ludvig (en talande, antropomorf igelkott) bygger racerbilen Il Tempo Gigante för att ställa upp i loppet Flåklypa Grand Prix. Detta under överinseende av deras sponsor, oljeshejken Ben Redic Fy Fazan och hans livvakt och privatchaufför Emanuel Desperados (en gorilla). Disponenten Rudolf Blodstrupmoen och hans synske medhjälpare Mysil Bergsprekken ställer dock till mycken oreda, vilken sorgfälligt rapporteras i Flåklypa Nyheter.

## Teknik
Filmen togs med 24 bilder per sekund i stop-motion-teknik. Den färdiga filmen innehåller 112 320 stillbilder och 1 258 750 rörelser. Teknisk chef och modellkonstruktör var Bjarne Sandemose som var mycket noggrann; exempelvis spelar dockorna i invigningsorkestern precis rätt noter vid rätt tillfälle.

## Inverkan på eftervärlden
Mellan premiären 1975 och år 2003 visades filmen någonstans i världen varje dag (företrädesvis i Norge, Moskva eller Tokyo). Vid ett tillfälle gick filmen samtidigt på 75 biografer i Japan. Christian von Koenigsegg såg filmen som femåring och var - enligt egen utsago - därefter på det klara med vad han skulle arbeta med när han blev stor.
Norska rapparna Multicyde hade 1999 en hit med sin singel "Not for the dough" med samplingar från filmens soundtrack, särskilt Sigmund Grovens munspel i Reodors ballade, och musikvideon består av idel klipp och samplingar från filmen.

## Rollista
| Roll norskt originalnamn                           | Originalröst           | Svensk röst         |
| -------------------------------------------------- | ---------------------- | ------------------- |
| Berättare                                          | Leif Juster            | Beppe Wolgers       |
| Reodor Fälgen Reodor Felgen                        | Frank Robert           | Halvar Björk        |
| Solan Gundersen                                    | Kari Simonsen          | Wenche Myhre        |
| Ludvig                                             | Toralv Maurstad        | Rolf Bengtsson      |
| Ben Redic Fy Fazan                                 | Rolf Just Nilsen       | Ingvar Kjellson     |
| Jöns Herbert Molander Jostein Kroksleiven          | Rolf Just Nilsen       | Ingvar Kjellson     |
| Valfrid Blåhimmel Hallstein Bronskimlet            | Rolf Just Nilsen       | Olof Thunberg       |
| Roger Juverman Roger Jurgappen                     | Rolf Just Nilsen       | Mille Schmidt       |
| Emanuel Desperados                                 | Harald Heide-Steen Jr. | ingen röst          |
| Rudolf Blodstrupmoen                               | Helge Reiss            | Olof Thunberg       |
| Änkefru Stengelföhn-Glaad Enkefru Stengelføhn-Glad | Wenche Foss            | Inga Gill           |
| Orvar O. Kläppskog Ollvar O. Kleppvold             | Rolf Just Nilsen       | Magnus Härenstam    |
| Speaker på racerbanen                              | Henki Kolstad          | Ernst-Hugo Järegård |
| Sportreporter Melvind Snerken                      | Per Theodor Haugen     | Björn Gustafson     |